# Stadion Miejski w Beranach
Stadion Miejski (czarn. Градски стадион, Gradski stadion) – wielofunkcyjny stadion w Beranach, w Czarnogórze. Może pomieścić 11 000 widzów. Swoje spotkania rozgrywają na nim FK Berane oraz FK Radnički Berane, który obecnie występuje w Drugiej lidze Czarnogóry.